# Skylar Thompson
(en) Statistiques sur pro-football-reference
Skylar John Thompson, né le 4 juin 1997 à Palmyra dans le Missouri, est un sportif professionnel de football américain évoluant au poste de quarterback pour la franchise des Dolphins de Miami dans la National Football League (NFL) depuis la saison 2022.
Auparavant, il a joué au niveau universitaire pendant six saisons (2016-2021) pour les Wildcats de l'université d'État du Kansas avant d'être sélectionné en 247e choix global lors du 7e tour de la draft 2022 de la NFL par les Dolphins.

## Jeunesse
Thompson est né à Palmyra dans le Missouri le 4 juin 1997. Sa mère, Teresa Thompson, est diagnostiquée avec un cancer du poumon de stade 4 et décède en 2004 quand Thompson a seulement six ans.
Thompson est le quarterback titulaire ainsi que le punter et le kicker du lycée Fort Osage à Independence dans le Missouri. En tant que senior, Thompson gagne 2 129 yards en 142 passe, inscrivant 26 touchdowns à la passe pour seulement 3 interceptions. Il permet aux Indians de Fort Osage de terminer la saison avec un bilan de 13 victoires pour une défaite et de remporter le titre de champion de l'État en battant en finale le lycée Chaminade. Dans cette finale du championnat d'État, Thompson gagne 455 yards (un record de l'État du Missouri) et inscrit 7 touchdowns à la passe. Durant sa carrière au lycée, Thompson gagne 6 222 yards et inscrit 72 touchdowns en 423 passes (63 % de passes réussies) pour seulement 9 interceptions.
Thompson est considéré conne une recrue 3 étoiles par ESPN et 4 étoiles par 247Sports. Il accepte une bourse à Kansas State refusant des offres d'Illinois, Iowa State, Kansas, Louisville, North Dakota State, Ohio, Tulsa, UNLV, Wake Forest et Wyoming.
Thompson pratique aussi le basket-ball, le baseball et le soccer au lycée et est y même désigné joueur All-Missouri en basket-ball et en soccer.

## Carrière universitaire
Après avoir commencé sa première saison sous le statut de freshman redshirt, Skylar Thompson apparaît dans huit matchs dont quatre en tant que titulaire, inscrivant trois touchdowns et gagnant un total de 267 yards à la passe. Il est désigné titulaire lors de sa deuxième saison à Kansas State. Il conserve ce statut jusqu'à ce qu'à la fin de sa carrière universitaire. Sa deuxième année est marquée par des blessures mineures, dont une côte cassée et une entorse à la cheville. Lors du match contre Texas Tech en 3e semaine de la saison 2020, Thompson se blesse gravement au haut du corps. Il doit subir une intervention qui le rend indisponible pour le reste de la saison. Thompson est de nouveau blessé lors de la 3e semaine de la saison 2021 lors du match contre Southern Illinois et retrouve le terrain à partir de la 10e semaine.
Skylar est considéré comme l'un des meilleurs quarterbacks de l'histoire de Kansas State. Il y détient la meilleure évaluation pour un quarterback avec plus de 2 000 yards à la passe et est classé deuxième de l'histoire de l'université au nombre de touchdowns et de yards à la passe, ainsi qu'au nombre de yards offensifs gagnés par un quarterback. Il finit sa carrière avec 7 134 yards gagnés en 552 passes (63 % de passes réussies) et 42 touchdowns inscrits à la passe pour 16 interceptions. Skylar est aussi un quarterback efficace à la course puisqu'il y a gagné 1 087 yards et inscrit 26 touchdowns.

## Carrière professionnelle
| Taille                 | Poids           | Bras          | Main             | Sprint   | Sprint   | Sprint   | Shuttle 20 yards | 3 cones drill | Détente         | Détente            | Développé couché | Test Wonderlic |
| Taille                 | Poids           | Bras          | Main             | 40 yards | 10 yards | 20 yards | Shuttle 20 yards | 3 cones drill | verticale       | horizontale        | Développé couché | Test Wonderlic |
| 1,88 m (6 ft 1 7/8 in) | 98 kg (217 lbs) | 79 cm (31 in) | 22 cm (8 5/8 in) | 4,91 s   | 1,62 s   | 2,77 s   | 4,28 s           | 7,00 s        | 79 cm (31,0 in) | 2,84 m (9 ft 4 in) | -                | -              |

Avant la draft, Thompson est prédit comme un futur agent libre non drafté à cause de ses blessures, de son âge, et de son « manque de régularité en tant que passeur ».

### Draft
Thompson est finalement sélectionné par les Dolphins de Miami en 247e choix global lors du septième tour de la draft 2022 de la NFL.

### Dolphins de Miami
Les performances de Thompson au cours des deux premiers matchs de la présaison 2022 sont remarquables, ProFootballTalk notant que son succès pourrait forcer les Dolphins à conserver Thompson dans l'équipe principale pour éviter qu'il soit repris par une autre équipe. L'entraîneur principal des Dolphins, Mike McDaniel, déclare aussi qu'il est difficile de laisser Thompson hors de l'effectif principal au vu de ses performances en présaison. Après les matchs de présaison, Thompson possède une évaluation du quarterback de 138,5 ce qui le classe deuxième derrière Sam Ehlinger (en) des Colts d'Indianapolis,. Thompson est finalement conservé dans l'effectif principal en fin de présaison.
Thompson fait ses débuts dans la NFL lors de la 5e semaine contre les Jets de New York, Teddy Bridgewater ayant été contraint de  quitter le match à la suite d'une commotion cérébrale. Il réussit 19 des 33 passes tentées et gagne 166 yards malgré une interception lors de la défaite 17 à 40.
Le 15 octobre 2022, Thompson est désigné titulaire pour le match de la 6e semaine contre les Vikings du Minnesota, Tua Tagovailoa et Teddy Bridgewater étant indisponible puisque sous protocole de commotion cérébrale. Il se blesse au pouce après avoir réussi 7 passes sur 13 tentées pour 89 yards. Il est remplacé par Bridgewater lequel ayant passé avec succès le protocole de commotion cérébrale avait été sélectionné en tant que remplaçant.
Le 6 janvier 2023, Thompson est désigné titulaire pour le match de la 18e semaine contre les Jets de New York, Tagovailoa étant entré dans le protocole de commotion cérébrale lors de la 16e semaine et Bridgewater souffrant d'un doigt disloqué à sa main forte depuis la 17e semaine. Il réussit 20 des 31 passes tentées pour un gain cumulé de 152 yards lors de la victoire 11 à 6, sécurisant ainsi la première apparition des Dolphins en série éliminatoire depuis la saison 2016. Le 11 janvier, Tua Tagovailoa est officiellement déclaré indisponible pour le match du tour de wild card contre les Bills de Buffalo. L'entraîneur Mike McDaniel déclare que Thompson est favori pour le remplacer. Deux jours plus tard, Thompson est officiellement confirmé titulaire mais Miami perd la rencontre 31 à 34. Thompson gagne un total de 220 yards et inscrit un touchdown à la passe malgré 2 interceptions avec un taux de réussite à la passe de 40 %,.
Tua Tagovailoa de retour de blessure en 2023, Thompson est désigné troisième au poste de quarterback derrière Mike White (en) et ne dispute aucun match de la saison.
Lors du 2e match de la saison régulière 2024 contre les Bills, THompson remplace Tagovailoa victime d'une commotion. Titulaire la semaine suivante contre les Seahawks (défaite 3 à 24), il doit quitter le jeu dans le troisième quart temps victime d'une blessure aux côtes.

## Statistiques

### NCAA
| Année  | Équipe                   | Statut | MJ |         | Passes   | Passes | Passes | Passes | Passes | Passes | Passes  |       | Courses | Courses | Courses | Courses |
| Année  | Équipe                   | Statut | MJ | Tentées | Réussies | Pct.   | Yards  | TD     | Int.   | Éval.  | Tentées | Yards | Moy.    | TD      |         |         |
| 2017   | Wildcats de Kansas State | Fr     | 08 | 083     | 051      | 61,4   | 0689   | 05     | 3      | 143,8  | 069     | 267   | 3,9     | 03      |         |         |
| 2018   | Wildcats de Kansas State | So     | 11 | 208     | 122      | 58,7   | 1 391  | 09     | 4      | 125,3  | 105     | 373   | 3,6     | 05      |         |         |
| 2019   | Wildcats de Kansas State | Jr     | 13 | 297     | 177      | 59,6   | 2 315  | 12     | 5      | 135,0  | 114     | 405   | 3,6     | 11      |         |         |
| 2020   | Wildcats de Kansas State | Sr     | 03 | 064     | 040      | 62,5   | 0626   | 04     | 0      | 165,3  | 019     | 038   | 2,0     | 03      |         |         |
| 2021   | Wildcats de Kansas State | Sr     | 10 | 233     | 162      | 69,5   | 2 103  | 12     | 4      | 158,9  | 048     | 04    | 0,1     | 04      |         |         |
| Totaux | Totaux                   | Totaux | 45 | 885     | 552      | 62,4   | 7 124  | 42     | 16     | 142,0  | 355     | 1 087 | 3,1     | 26      |         |         |

### NFL
| Année  | Équipe            | MJ |                 | Passes          | Passes          | Passes          | Passes          | Passes          | Passes          | Passes          |                 | Courses         | Courses         | Courses | Courses |     | Sacks  | Sacks |  | Fumbles | Fumbles |
| Année  | Équipe            | MJ | Tentées         | Réussies        | Pct.            | Yards           | TD              | Int.            | Éval.           | Tentées         | Yards           | Moy.            | TD              | Nb.     | Yards   | Nb. | Perdus |       |  |         |         |
| 2022   | Dolphins de Miami | 7  | 105             | 60              | 57,1            | 534             | 1               | 3               | 62,2            | 14              | 21              | 1,5             | 0               | 6       | 40      | 2   | 2      |       |  |         |         |
| 2023   | Dolphins de Miami | 0  | N'a pas joué    | N'a pas joué    | N'a pas joué    | N'a pas joué    | N'a pas joué    | N'a pas joué    | N'a pas joué    | N'a pas joué    | N'a pas joué    | N'a pas joué    | N'a pas joué    | -       | -       | -   | -      |       |  |         |         |
| 2024   | Dolphins de Miami | ?  | Saison en cours | Saison en cours | Saison en cours | Saison en cours | Saison en cours | Saison en cours | Saison en cours | Saison en cours | Saison en cours | Saison en cours | Saison en cours | ?       | ?       | ?   | ?      |       |  |         |         |
| Totaux | Totaux            | 7  | 105             | 60              | 57,1            | 534             | 1               | 3               | 62,2            | 14              | 21              | 1,5             | 0               | 6       | 40      | 2   | 2      |       |  |         |         |

| Année  | Équipe            | MJ |         | Passes   | Passes | Passes | Passes | Passes | Passes | Passes  |       | Courses | Courses | Courses | Courses |     | Sacks  | Sacks |  | Fumbles | Fumbles |
| Année  | Équipe            | MJ | Tentées | Réussies | Pct.   | Yards  | TD     | Int.   | Éval.  | Tentées | Yards | Moy.    | TD      | Nb.     | Yards   | Nb. | Perdus |       |  |         |         |
| 2022   | Dolphins de Miami | 1  | 45      | 18       | 40,0   | 220    | 1      | 2      | 44,7   | 2       | 3     | 1,5     | 0       | 4       | 31      | 0   | 0      |       |  |         |         |
| Totaux | Totaux            | 1  | 45      | 18       | 40,0   | 220    | 1      | 2      | 44,7   | 2       | 3     | 1,5     | 0       | 4       | 31      | 0   | 0      |       |  |         |         |